# Botanophila isikariana
Botanophila isikariana är en tvåvingeart som först beskrevs av Masayoshi Suwa 1974.  Botanophila isikariana ingår i släktet Botanophila och familjen blomsterflugor. Inga underarter finns listade i Catalogue of Life.